# Scurge: Hive
 (juin 2019).
Si vous disposez d'ouvrages ou d'articles de référence ou si vous connaissez des sites web de qualité traitant du thème abordé ici, merci de compléter l'article en donnant les références utiles à sa vérifiabilité et en les liant à la section « Notes et références ».
Pour les articles homonymes, voir Hive.
Scurge: Hive est un jeu d'action développé par Orbital Media, sorti le 26 octobre 2006 sur Nintendo DS et Game Boy Advance. Il a reçu des notes correctes sur la plupart des sites et magazines consacrés aux jeux vidéo.

## Résumé
Dans ce jeu à l'histoire très proche de celle d'un Metroid, on incarne une chasseuse de prime nommée Jénosa Arma chargée par l'Armée de récupérer des documents dans le laboratoire d'une planète inconnue nommée Inos.
Le jeu se déroule en 6 chapitres (plus un prologue), et chacun commence dans le centre du labo d'où s'ouvre au fur et à mesure des portes menant à des téléporteurs qui amènent à différents lieux de la planète. Au début, Jénosa sait seulement qu'elle doit rapporter des documents; elle comprend par la suite qu'elle doit détruire la source d'un virus cherchant à quitter la planète: le Scurge.
Elle va donc lutter non seulement pour détruire la Source mais en plus pour s'échapper de cette planète car les seuls vaisseaux opérationnels sont isolés et protégés par la Source.

## Histoire
"Dans le milieu des chasseurs de primes, il paraît que c'est un mauvais signe lorsqu'on vous envoie retrouver des données dans un labo sur une planète dont personne n'a jamais entendu parler. J'aurais dû écouter les on-dit. Je n'aurais jamais dû accepter ce boulot." (dires de Jénosa dans le manuel du jeu.)
Lorsque Jénosa est envoyée par l'Armée sur Inos, son vaisseau est percuté par un rayon amenant avec lui une variante du Scurge qui sera le premier boss du jeu. Son vaisseau gravement endommagé, elle atterrit en catastrophe sur la planète où d'autres créatures commencent à l'assaillirent. les armes ordinaires pouvant être contaminés par le Scurge, Jénosa est équipée de gants à projectiles lui permettant de terrasser les monstres environnants et d'une combinaison la protégeant du Scurge car le virus est omniprésent sur la planète et même la combinaison n'empêche que peu la contamination. Jénosa doit donc progresser rapidement sur la planète pour arriver au labo où elle devra aller de salle de décontamination en salle de décontamination. Sa Bio-Combinaison équipé du logiciel "Magelan" l'informe qu'elle doit réactiver le générateur principal pour atteindre le cœur du labo. Elle se rend alors au complexe énergétique Ransol pour le réactiver. Elle s'interroge alors sur le fait que le générateur ne peut être désactivé que par un humain. Elle part donc à la recherche de survivants...

## Note
À la fin du jeu, après le générique apparait l'inscription A suivre. Faut-il s'attendre à une suite?
+ 